# Ketonhalogenering
De ketonhalogenering of α-halogenering van ketonen is een organische reactie, waarbij het koolstofatoom naast de carbonylgroep (de α-positie) gehalogeneerd wordt met een katalytische hoeveelheid zuur. Deze reactie verloopt relatief vlot wegens de mogelijkheid tot het vormen van een enolaat in basisch milieu of een enol in zuur milieu:
De ingevoerde halogenen zijn vrijwel steeds chloor of broom, omdat fluor veel te reactief is en jood te weinig. Het gebruik van dichloor en dibroom is echter ook weinig interessant, omdat dichloor een zeer giftig gas is en dibroom gemakkelijk verdampt. Daarom worden alternatieven aangewend: in plaats van dichloor kan thionylchloride gebruikt worden en in plaats van dibroom wordt N-broomsuccinimide aangewend.

## Reactieverloop
De halogenering verloopt in 3 stappen. Tijdens de eerste (snelheidsbepalende) reactiestap wordt het keton met een katalytische hoeveelheid zuur voor een klein gedeelte omgezet in het overeenkomstige enol. Aan de ontstane dubbele binding kan nu het halogeen adderen. Hierdoor ontstaat een geprotoneerd keton, met op de α-positie het halogeen. De laatste stap impliceert een zuur-base-reactie, waarbij het geprotoneerde keton gedeprotoneerd wordt; het in de eerste stap ingebrachte zuur wordt hier herwonnen.
De reactie kent een inductieperiode, omdat het enol slechts in kleine hoeveelheid wordt gevormd. Het mechanisme impliceert dat de reactiesnelheid afhangt van de concentratie zuur, maar niet van de concentratie dihalogeen. Verder zal, wanneer meerdere enolvormen mogelijk zijn, de halogenering plaatsgrijpen op de meest gesubstitueerde α-positie. Verdere halogenering verloop moeizaam, omdat het intermediair gevormde carbokation tijdens de additie van het halogeen niet meer kan gestabiliseerd worden. Het halogeen zorgt er dus met andere woorden voor dat de basiciteit van het carbonylzuurstofatoom daalt en dus moeilijker geprotoneerd wordt.

## Varianten
Hoewel deze halogenering hoofdzakelijk voor ketonen gebruikt wordt, kunnen ook acylchloride en carbonzuren ermee gehalogeneerd worden. Een voorbeeld is de α-bromering van hexanoylchloride (1) met N-broomsuccinimide en een katalytische hoeveelheid waterstofbromide:
Carbonzuren moeten eerst omgezet worden in het overeenkomstige acylchloride door reactie met thionylchloride, omdat de benodigde enolvorm dan gemakkelijker toegankelijk is.

## Toepassingen
De ketonhalogenering is een interessante manier om een keton om te zetten naar een enon (een alfa,bèta-onverzadigde carbonylverbinding): door behandeling van het α-gehalogeneerde keton met een sterke base (zoals natriumethoxide of natriumhydroxide) treedt een E2-eliminatie op, waarbij een dubbele binding wordt gevormd.